# 唐渡興宣
唐渡 興宣（からと おきのり、1943年8月1日 - ）は、日本の経済学者。専門はマルクス経済学。北海道大学名誉教授

## 人物・経歴
香川県高松市生まれ。香川県立高松商業高等学校を経て、1970年一橋大学経済学部卒業。種瀬茂ゼミで指導を受け、1975年一橋大学大学院経済学研究科博士課程単位取得退学、北海道大学経済学部講師。1977年同助教授。1986年同教授。1995年経済理論学会幹事。2001年北海道大学大学院経済学研究科長・学部長。退職後、北海道大学名誉教授、国士舘大学21世紀アジア学部教授を経て、2010年国士舘大学大学院グローバルアジア研究科長。ゼミの指導学生に吉原直毅マサチューセッツ大学教授、平野研北海学園大学教授など。

## 著作
- 『世界市場恐慌論』新評論 1979年
- 『資本の力と国家の理論』青木書店 1980年
- 『政治経済学の冒険 : 現象学的マルクス主義へのプレリュード』北海道大学経済学部 1996年
- 『戦前の日本と「宮澤・レーン冤罪事件」』宮澤・レーン事件を考える会 : ビー・アンビシャス9条の会・北海道 2017年